# Liste der Monuments historiques in Livré-sur-Changeon
Die Liste der Monuments historiques in Livré-sur-Changeon führt die Monuments historiques in der französischen Gemeinde Livré-sur-Changeon auf.

## Liste der Bauwerke
| Bezeichnung                       | Beschreibung | Standort | Kennzeichnung | Schutzstatus | Datum | Bild           |
| --------------------------------- | ------------ | -------- | ------------- | ------------ | ----- | -------------- |
| Kirche Notre-Dame-de-l’Assomption |              | (Lage)   | PA00090617    | Classé       | 2014  | weitere Bilder |
| Menhir de la Roche Piquée         |              | (Lage)   | PA00090618    | Classé       | 1933  | weitere Bilder |

## Liste der Objekte

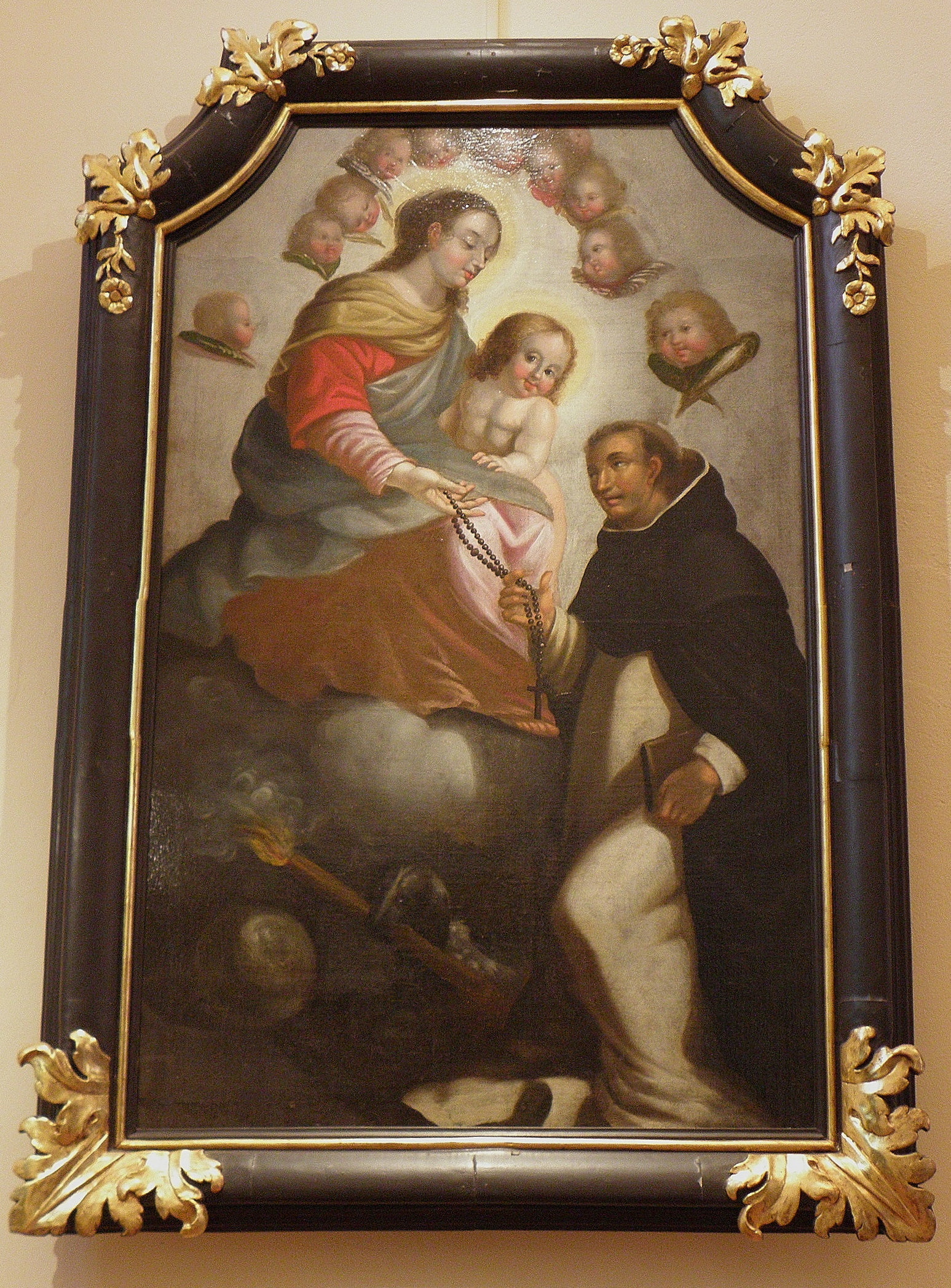
Ölgemälde (um 1700) Madonna und Kind mit Rosenkranz in der Kirche Notre-Dame-de-l’Assomption

- Monuments historiques (Objekte) in Livré-sur-Changeon in der Base Palissy des französischen Kultusministeriums